# Rhynchina poecilopa
Rhynchina poecilopa är en fjärilsart som beskrevs av Richard P. Vari 1962. Rhynchina poecilopa ingår i släktet Rhynchina och familjen nattflyn. Inga underarter finns listade.